# Howard Wood
Howard Wood (ur. w 1954) – pochodzący ze Szkocji działacz na rzecz środowiska, współzałożyciel Towarzystwa Ochrony Dna Morskiego wokół Wyspy Arran (COAST), zdobywca Nagrody Goldmanów w 2015 roku.

## Życiorys
Howard Wood mieszka na wyspie Arran od 14 roku życia, razem z rodziną powrócił wówczas do miejsca, w którym wychowywał się jego ojciec. Pracował w szkółce leśnej prowadzonej przez jego rodzinę. Od 1973 roku regularnie pływał i nurkował w wodach otaczających wyspę Arran. Bardzo dobrze zna środowisko wodne zatoki Firth of Clyde. Na jej temat stworzył wiele zdjęć i filmów.

## Działania na rzecz środowiska

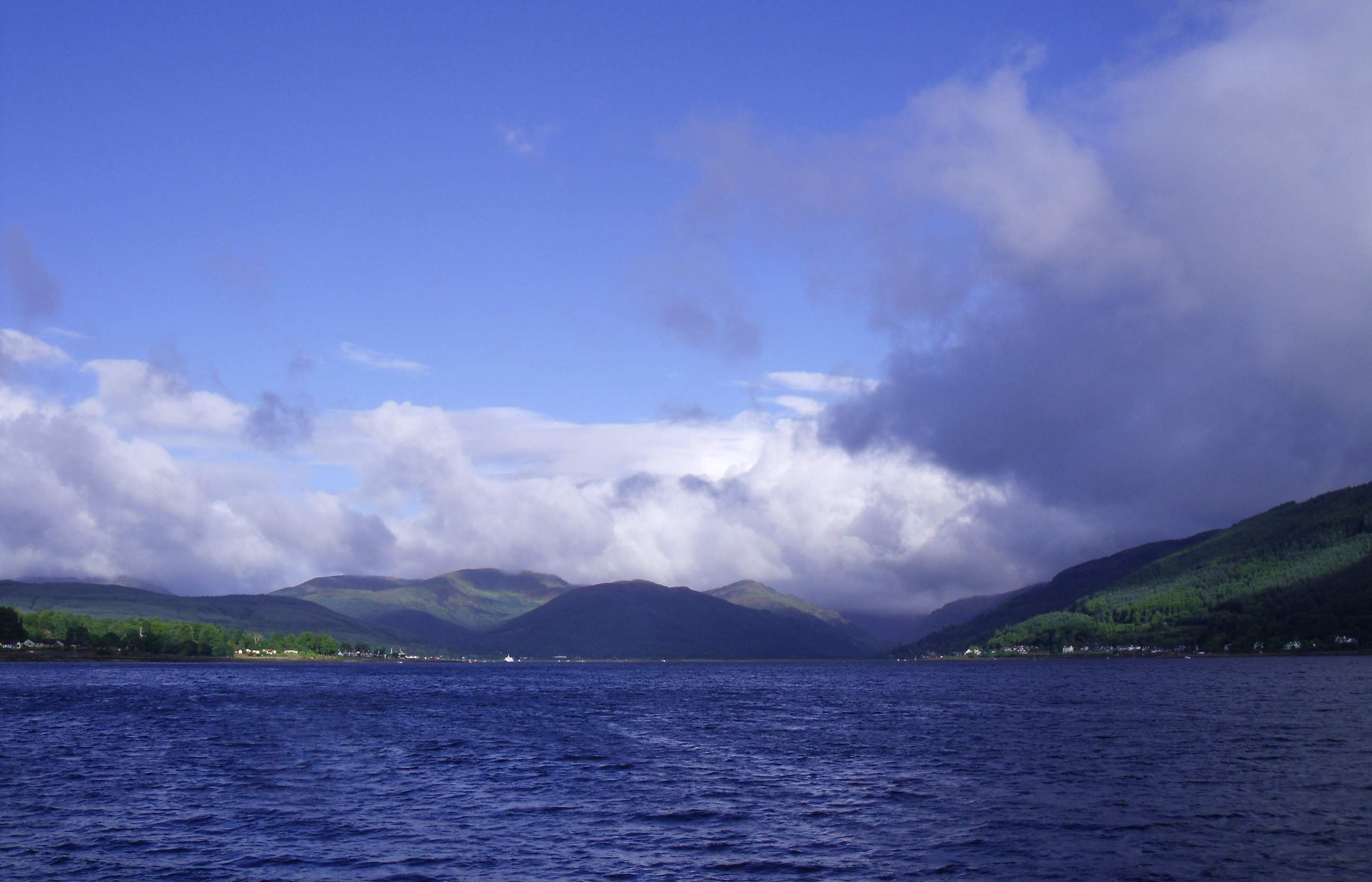
Zatoka Firth of Clyde

Howard Wood nurkując w wodach zatoki Firth of Clyde zauważył zmiany środowiska wodnego, związane z nierozważnymi działaniami przetwórstwa rybnego w tym regionie. W 1989 roku spotkał się ze swoim bliskim znajomym, Donem MacNeish, który będąc w Nowej Zelandii został zainspirowany tamtejszymi metodami ochrony środowiska wodnego. Wynikiem ich rozmów, była decyzja o stworzeniu podobnego rezerwatu wodnego w Szkocji. Kosztem własnych oszczędności w 1995 roku zostali współzałożycielami COAST. Tworzyła ją grupa wolontariuszy, którzy zdecydowali się chronić lokalne środowisko wodne. Howard Wood zainicjował oddolną kampanię mającą na celu stworzenie pierwszej w Szkocji strefy zakazu eksploatacji środowiska wodnego na terenach Zatoki Lamlash, obszaru odpowiedzialnego za odnowę życia wodnego.
Po 12 miesiącach spotkań z urzędnikami, naukowcami i rybakami, w 2008 roku strefa ochrony weszła w życie. Howard Wood zachęcił miejscowych nurków, do wprowadzenie nowych zasad na tym terenie i kontroli, by były one przestrzegane. Działania te miały przyspieszyć regenerację środowiska morskiego, przede wszystkim kolonii wodorostów, raf koralowych czy młodych przegrzebków.
W 2012 roku razem z organizacją COAST wysunął propozycje, aby Południowe Morze Arran zostało wodnym obszarem chronionym. Idea została skonsultowana z miejscowymi nurkami i ekspertami w tej dziedzinie, a Howard Wood zabiegał, by sprawa była cały czas w kręgu rozważań polityków. Dbał o jej nagłośnienie i prowadził zajęcia edukacyjne wśród ludności. W lipcu 2014 roku rząd Szkocji ogłosił 30 nowych morskich obszarów chronionych. Pośród nich znalazł się Obszar Chroniony Południowego Arranu, stając się pierwszym i jedynym obszarem chronionym zainicjowanym i rozwiniętym przez społeczeństwo, a nie przez rząd czy instytucje. Howard Wood razem z organizacją COAST pracują teraz nad wprowadzeniem podobnych obszarów chronionych w innych częściach Szkocji. Promują też zrównoważoną gospodarkę morską, chcą zachować nadmorskie społeczności rybackie i ich kulturę.